# ماء ثقيل
الماء الثقيل (ويسمى أيضًا أكسيد الديوتريوم أو D2O). وهو ماء يحتوي على نظير ثقيل من الهيدروجين يسمى ديوتريوم رمزه الكيميائي D بدلاً من الهيدروجين العادي. وتبلغ كتلة ذرة الديوتريوم حوالي ضعف كتلة ذرة الهيدروجين العادي.
ونظراً للفرق بين كتلتي ذرتي نوعي الهيدروجين تختلف الخواص الطبيعية للماء الثقيل عن خواص الماء العادي. فالماء الثقيل يتجمد عند درجة 3.82°م. بدلاً من درجة الصفر المئوي، ويغلي عند درجة 101.42°م، بدلاً من 100°م، ولاتنبت فيه البذور ولا تعيش فيه الحيوانات.
والماء الثقيل نافع في بعض أنواع المفاعلات النووية التي تسمى مفاعلات الماء الثقيل، حيث يعمل وسيطا للتحكم في طاقة النيوترونات المنطلقة من التفاعل المتسلسل وهو يعمل أيضًا مبردًا حيث يزيل الحرارة الناتجة عن التفاعلات النووية. وهذا يمنع ارتفاع الحرارة في قلب المفاعل، ويحمل الحرارة كي يمكن استخدامها في إنتاج البخار والطاقة. وتنتج كميات كبيرة من الماء الثقيل عن طريق التبادل الحفزي للديوتريوم بين الماء وغاز كبريتيد الهيدروجين. وبعد ذلك يقطر الماء المشبع بالديوتريوم.
وقد فصل جيلبرت لويس، وهو كيميائي من جامعة كاليفورنيا بالولايات المتحدة الأمريكية، الماء الثقيل عن الماء العادي لأول مرة عام 1932.